# 劉玢
劉 玢（りゅう ひん）は、十国南漢の第2代皇帝。もとの諱は弘度。

## 生涯
乾亨4年（920年）、初代皇帝の高祖劉龑の三男として生まれる。兄の劉耀枢と劉亀図が早世したため、大有15年（942年）に父が死ぬと帝位を継承した。しかし暗愚で政務を顧みず、実権は四弟の劉弘熙が握っていた。このため各地で南漢に対する反乱が起こり、最終的には光天2年（943年）に劉弘熙に殺された。享年24。皇位は劉弘熙が継いだ。

## 宗室

### 父母
- 父：劉龑（高祖）

### 兄弟
- 兄：劉耀枢
- 兄：劉亀図
- 弟：劉弘熙（劉晟、中宗）

| スタブアイコン | サブスタブ | この項目は、まだ閲覧者の調べものの参照としては役立たない、人物に関連した書きかけの項目です。この項目を加筆・訂正などしてくださる協力者を求めています（P:人物伝/PJ:人物伝）。 |